# کلارنس تاون، نیو ساوت ولز
کلارنس تاون (به انگلیسی: Clarence Town) یک شهرک در استرالیا است که در نیو ساوت ولز واقع شده‌است.